# Кристина Шлезвиг-Гольштейн-Готторпская
Кристина Шлезвиг-Гольштейн-Готторпская (нем. Christine von Schleswig-Holstein-Gottorf; 12 апреля 1573[…], Киль, Гольштейн-Глюкштадт — 8 декабря 1625[…], Замок Грипсхольм, Сёдерманланд) — принцесса Шлезвиг-Гольштейн-Готторпская, вторая супруга короля Швеции Карла IX, королева Швеции в 1604—1611 годах.

## Биография
Кристина — дочь герцога Адольфа I Шлезвиг-Гольштейн-Готторпского и его супруги Кристины Гессенской. Кристина должна была выйти за короля Сигизмунда III, но тот нарушил своё обещание. Кристина, которая так никогда не смогла пережить эту обиду, стала второй супругой будущего короля Швеции Карла IX. Бракосочетание состоялось 22 августа 1592 года во дворце Нючёпинга. Она была на 23 года младше короля. Карл IX и Кристина были коронованы 15 марта 1607 года в соборе Уппсалы.
Кристина очень экономно вела хозяйство и была властной в отношениях с детьми. Она успешно воспрепятствовала любовной связи своего сына Густава Адольфа с Эббой Браге и восхождению на русский престол своего младшего сына Карла Филиппа.
После смерти мужа и потери своего любимого сына Карла Кристина отошла от общественной жизни.
Её останки покоятся в кафедральном соборе Стренгнеса.

## Дети
- Кристина Ваза (1593—1594) умерла во младенчестве
- Густав II Адольф (1594—1632), король Швеции[4], был женат на Марии Элеоноре Бранденбургской, две дочери;
- Мария Елизавета (1596—1618), герцогиня Эстергётландская, вышла замуж за герцога Эстергётландского Юхана, потомства не оставила;
- Карл Филипп (1601—1622), герцог Сёдерманландский, женился на знатной шведке Элисабет Риббинг[англ.] (1596—1662), дочь Элисабет Гилленхильм[англ.] родилась после его смерти.